# Stemma del Botswana
Lo stemma del Botswana è stato adottato nel gennaio 1966. 
Lo stemma è composto da uno scudo situato al centro della figura sostenuto da due zebre poste ai lati di esso. La forma dello scudo, che è di colore bianco, è quella degli scudi tradizionali ritrovati nell'Africa orientale. Sulla parte superiore dello scudo vi sono tre ruote dentate di color argento che rappresentano il lavoro; sotto le tre ruote dentate vi sono tre onde celesti, che simboleggiano l'acqua; nella parte inferiore dello scudo vi è la testa di un toro, di colore rosso con corna argento, che invece simboleggia l'importanza dei bovini nel Botswana. Le due zebre sono presenti come simbolo della fauna nazionale. La zebra sulla destra tiene inoltre una spiga di sorgo, coltura importante nel Botswana, mentre la zebra di sinistra tiene una zanna di avorio.
Il motto, riportato su un nastro blu collocato al di sotto dello stemma, è Pula, che vuol dire "pioggia". Pula è anche il nome della valuta nazionale.